# Brezovica Žumberačka
Brezovica Žumberačka is een plaats in de gemeente Ozalj in de Kroatische provincie Karlovac. De plaats telt 32 inwoners (2001).